# Przedstawiciele dyplomatyczni Rosji w Polsce
Stała dyplomatyczna reprezentacja rosyjska w Warszawie datuje się dopiero od czasów, gdy Piotr Wielki wprowadził reformy wzorowane na zachodnich metodach administracyjnych.

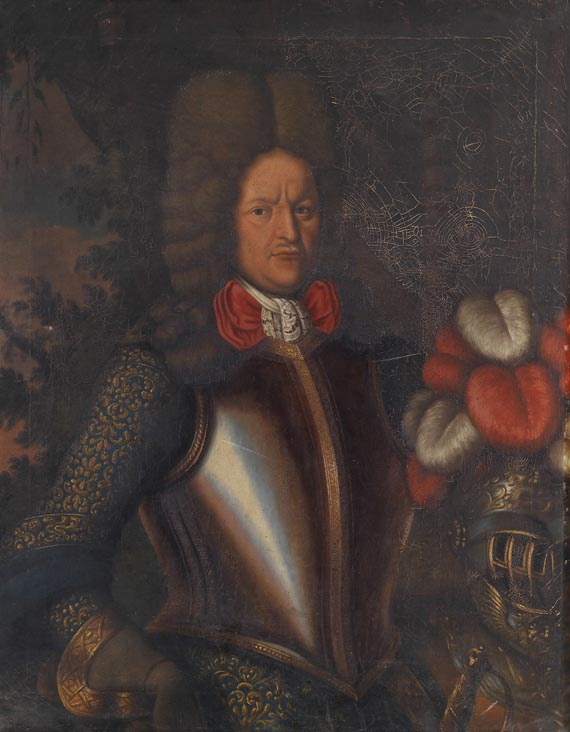
Johann Reinhold Patkul
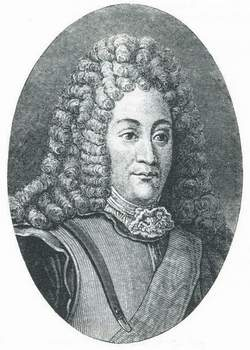
Wasilij Łukicz Dołgorukow
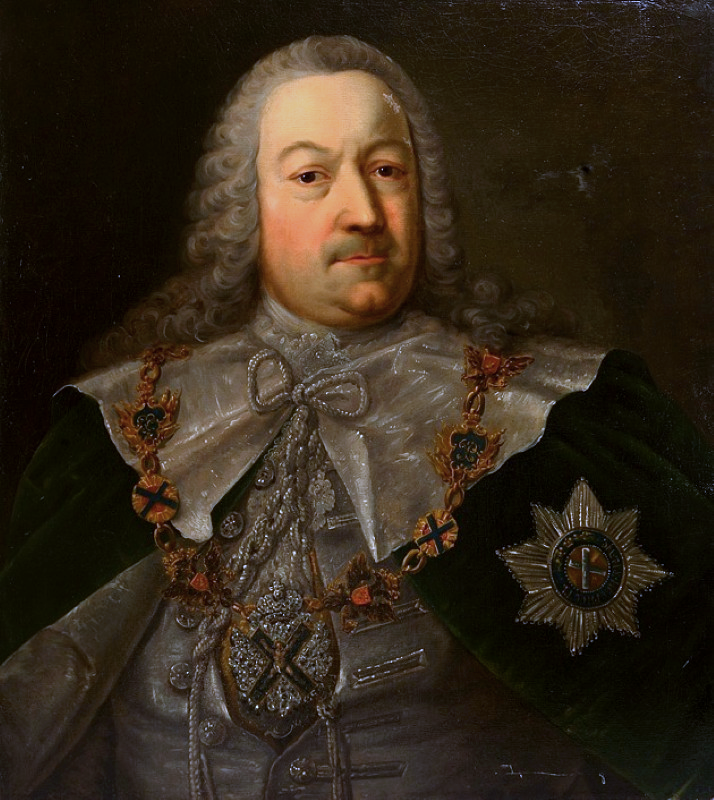
Herman Karl von Keyserling
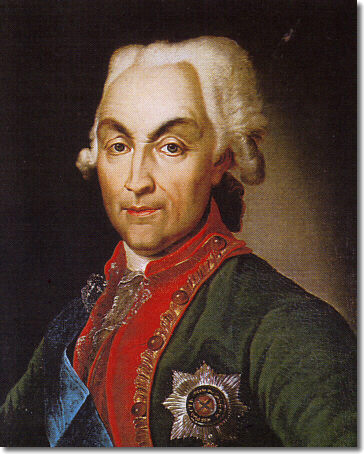
Nikołaj Repnin
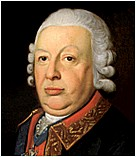
Michaił Wołkoński
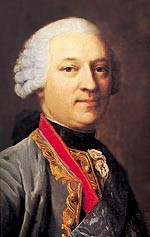
Kasper von Saldern
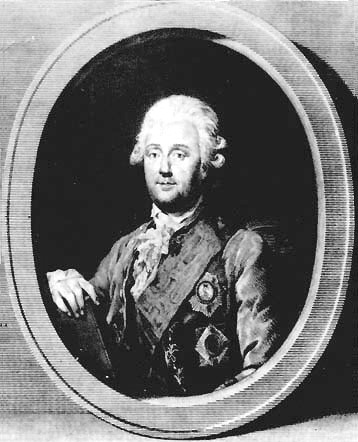
Otto Magnus von Stackelberg
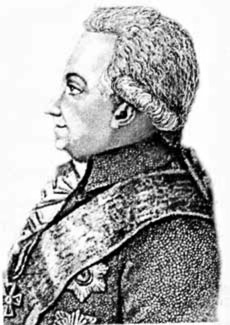
Jakow Bułhakow
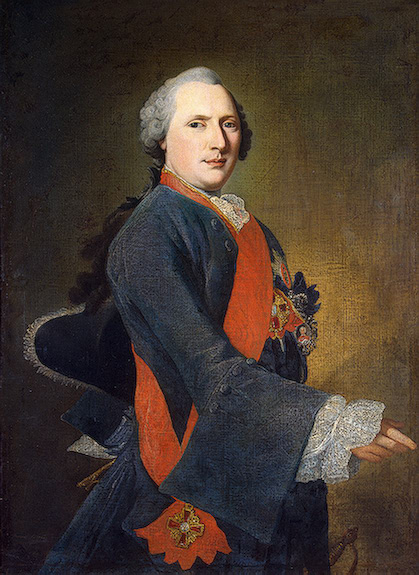
Jakob Sievers
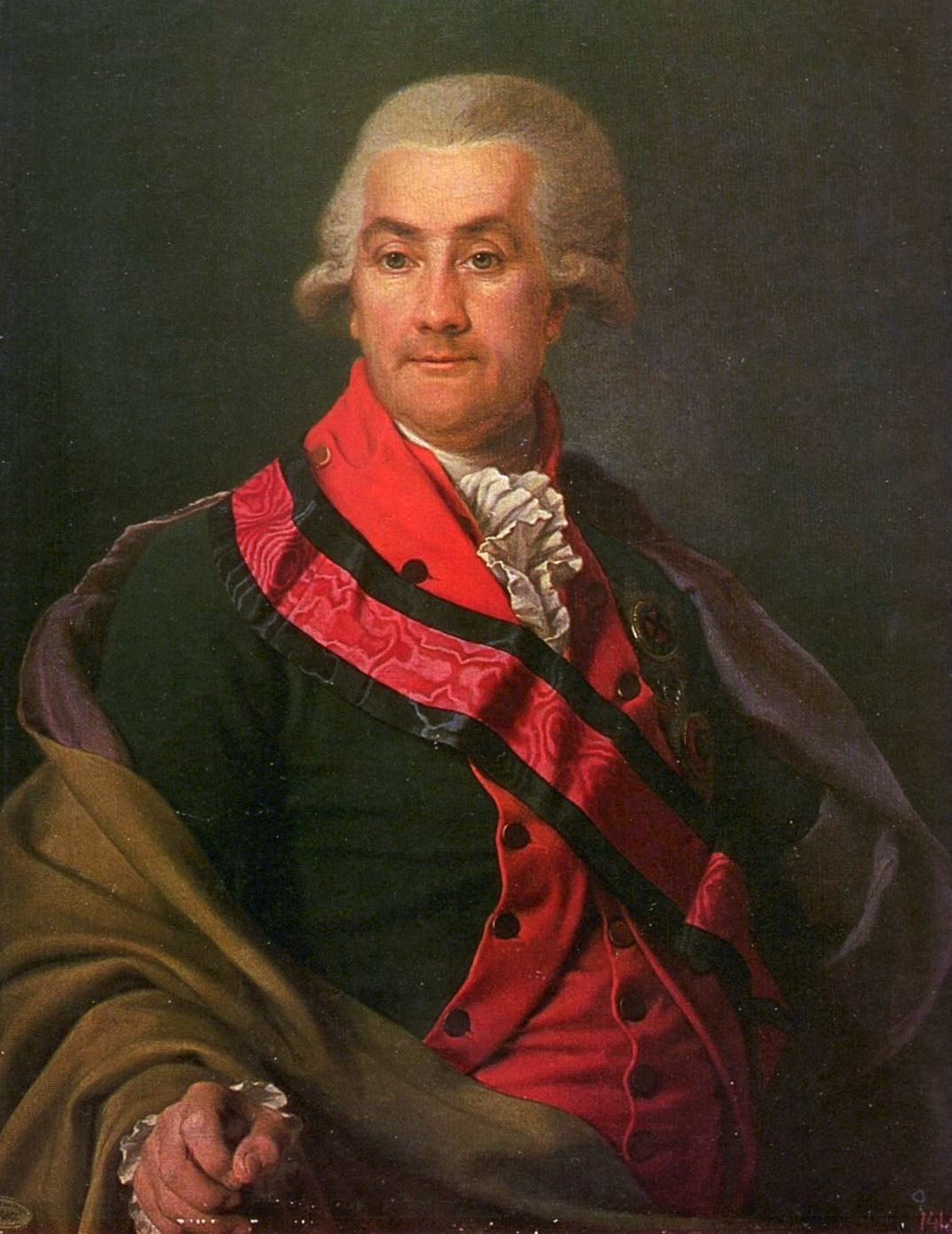
Osip Andriejewicz Igelström

## XVI−XVII wiek
- 1508 Iwan Czeladnin
- 1584–1598 Michaił Beznin
- 1598–1606 Iwan Bezobrazow

## XVIII wiek
- 1701–1706 Grigorij Dołgorukow
- 1703 Johann Reinhold Patkul
- 1706–1707 Wasilij Łukicz Dołgorukow
- 1709–1712 Grigorij Dołgorukow
- 1712–1718 Aleksandr Daszkow (rezydent)
- 1714 Naryszkin
- 1715–1721 Grigorij Dołgorukow (poseł)
- 1721–1724 Siergiej Dołgorukow
- 1724–1726 Wasilij Łukicz Dołgorukow
- 1726–1731 Michaił Bestużew−Riumin (poseł nadzwyczajny)
- 1728–1729 Siergiej Dołgorukow
- 1730–1733 Friedrich Casimir von Loewenwolde (poseł nadzwyczajny/minister pełnomocny)
- 1733–1744 Herman Karl von Keyserling (poseł nadzwyczajny)
- 1744–1748 Michaił Bestużew−Riumin (poseł nadzwyczajny)
- 1749–1752 Herman Karl von Keyserling (II raz)
- 1752–1758 Heinrich Gross
- 1758–1762 Fiodor Wojejkow
- 1763–1764 Herman Karl von Keyserling (III raz)
- 1764–1768 Nikołaj Repnin (także dowódca wojsk; jego następcami byli: gen. Iwan Weymarn i gen. Aleksander Bibikow)
- 1769–1771 Michaił Wołkoński
- 1771–1772 Kasper von Saldern
- 1772–1790 Otto Magnus von Stackelberg (w latach 1772–1775 jako poseł nadzwyczajny i minister pełnomocny)
- 1790–1792 Jakow Bułhakow
- 1793 (II−XII) Jakob Sievers
- 1793–1794 Osip Igelström
- 1794–1795 Iwan d’Asch

## XIX wiek
Polska pod zaborami

## XX−XXI wiek
- 1990–1996 Jurij Kaszlew
- 1996–1999 Leonid Draczewski
- 1999–2004 Siergiej Razow
- 2004–2005 Nikołaj Afanasjewski
- 2006–2010 Władimir Grinin
- 2010–2014 Aleksandr Aleksiejew
- 2014− Siergiej Andriejew